# Marina Thorborg

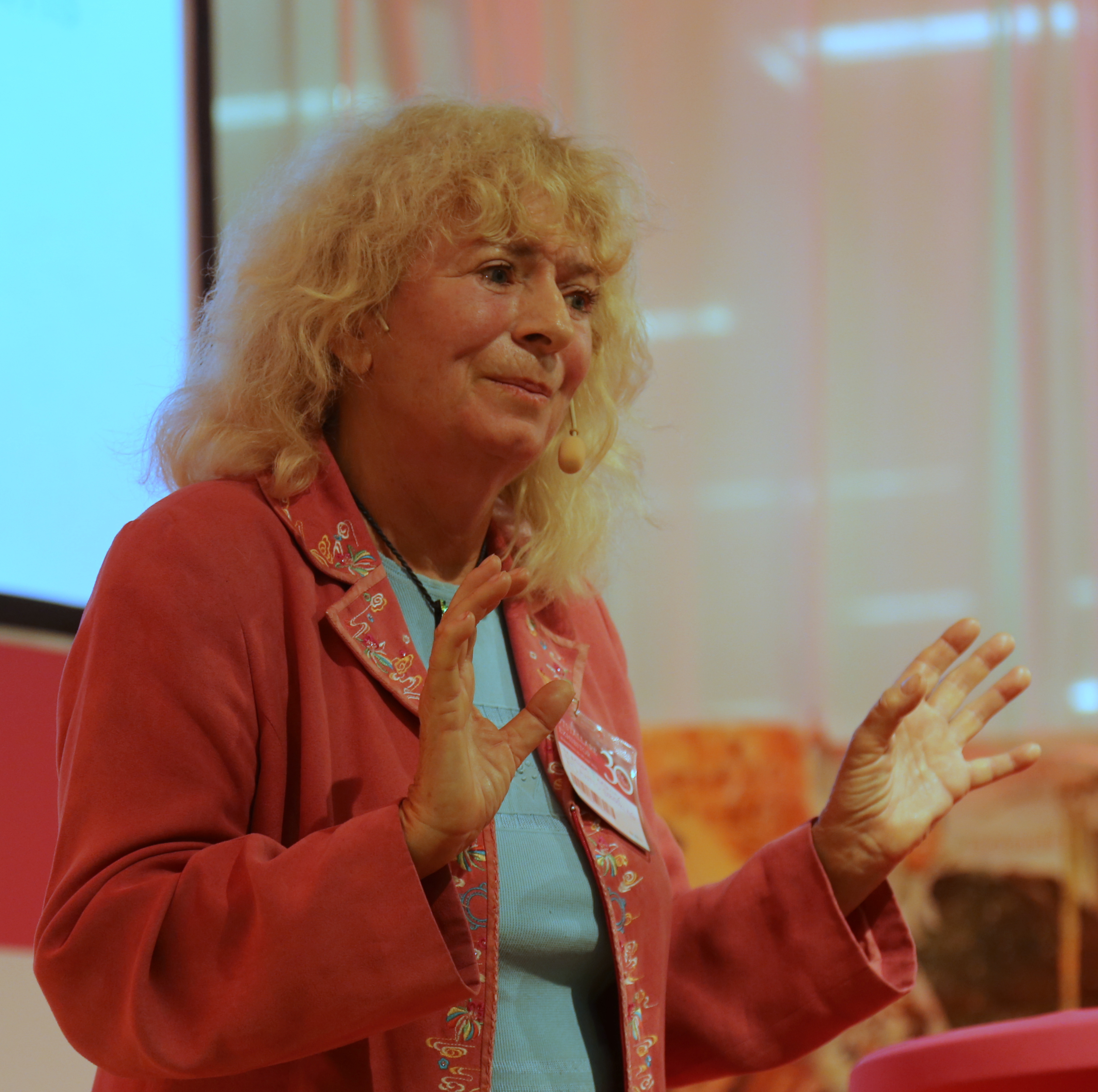
Marina Thorborg.

Marina Thorborg, född 21 september 1942 i Stockholm, är en svensk ekonomisk historiker.
Thorborg, som är dotter till redaktör Gunnar Thorborg och adjunkt Irene, född Dentler, blev filosofie kandidat 1968, filosofie magister i Uppsala 1969, Master of International Affairs vid Columbia University i New York 1970, filosofie doktor i ekonomisk historia 1980 och docent i Uppsala 1981. Hon undervisade i ekonomisk historia, U-landsfrågor, könsrollsfrågor och Sydöstasienkunskap i Uppsala 1969–1985 och blev efter diverse tjänster, i bland annat Köpenhamn, Århus och Lund, professor i ekonomisk historia vid Södertörns högskola 1997, främst specialiserad på Kina, ekonomi och kvinnofrågor. Hon var en av grundarna av Nordiskt Forum för kvinnliga forskare och kvinnoforskning.